# Tangga Bosi
Tangga Bosi is een bestuurslaag in het regentschap Padang Lawas van de provincie Noord-Sumatra, Indonesië. Tangga Bosi telt 910 inwoners (volkstelling 2010).